# Zimostrázotvaré
Zimostrázotvaré (Buxales) je řád vyšších dvouděložných rostlin. V pojetí systému APG IV zahrnuje pouze jedinou čeleď, zimostrázovité, do níž byly postupně vřazeny i dříve samostatné čeledi Haptanthaceae a Didymelaceae. Celkem zahrnuje 6 rodů a asi 100 druhů. Největším rodem je zimostráz (Buxus).

## Popis
Zástupci řádu zimostrázotvaré jsou převážně dřeviny s jednoduchými střídavými nebo vstřícnými listy bez palistů. Žilnatina je zpeřená nebo od báze dlanitě trojžilná (triplinervní). Květy jsou drobné, pravidelné, jednopohlavné, s redukovaným okvětím, uspořádané v úžlabních nebo vrcholových květenstvích. V samčích květech je různý počet tyčinek a často je v nich přítomen zakrnělý semeník. Semeník v samičích květech je svrchní, srostlý ze 2 nebo ze 3 plodolistů a se stejným počtem komůrek, výjimečně monomerický (Haptanthus). Čnělky jsou volné. Plodem je tobolka nebo peckovice.

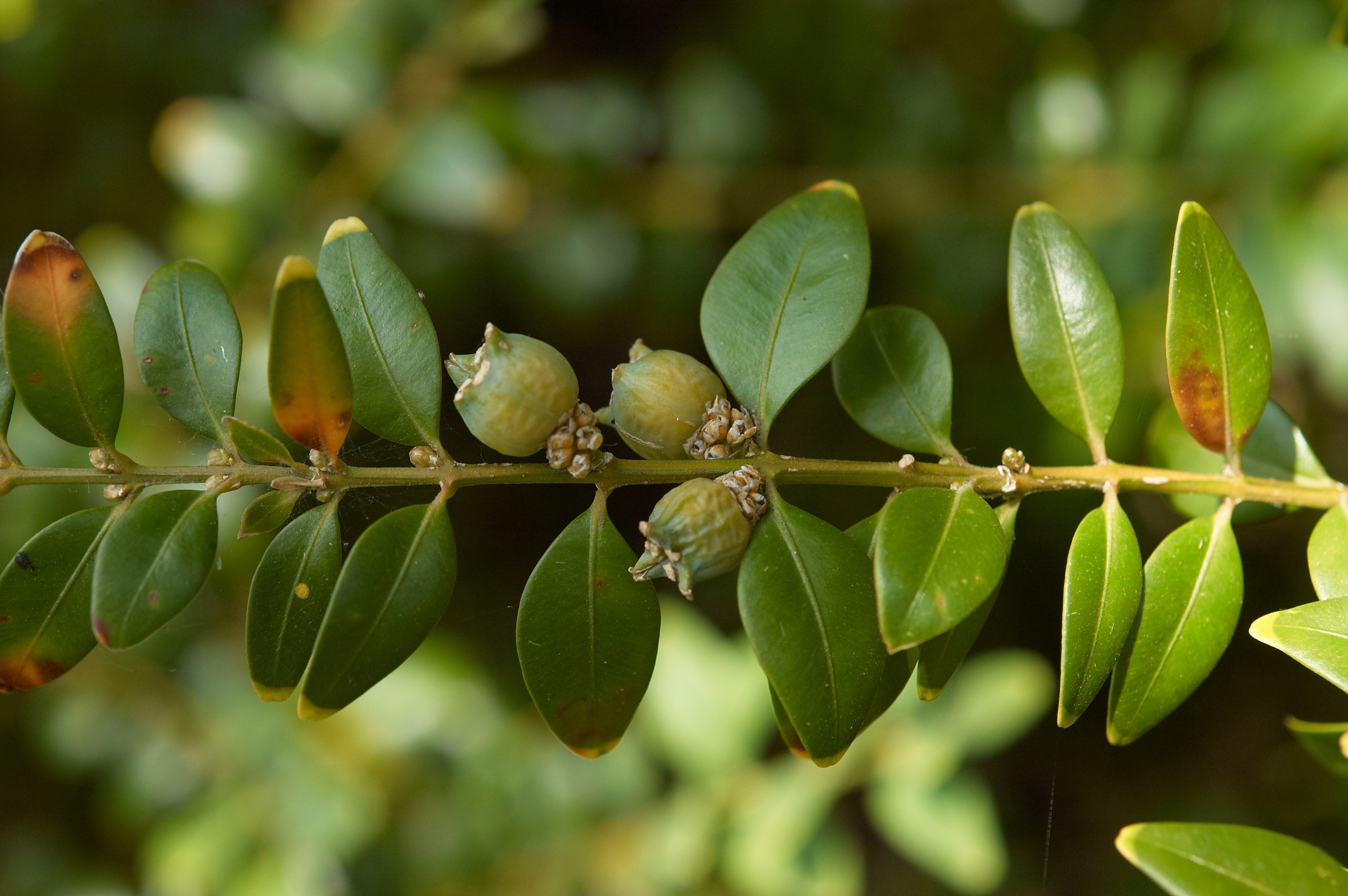
Zimostráz vždyzelený (Buxus sempervirens)
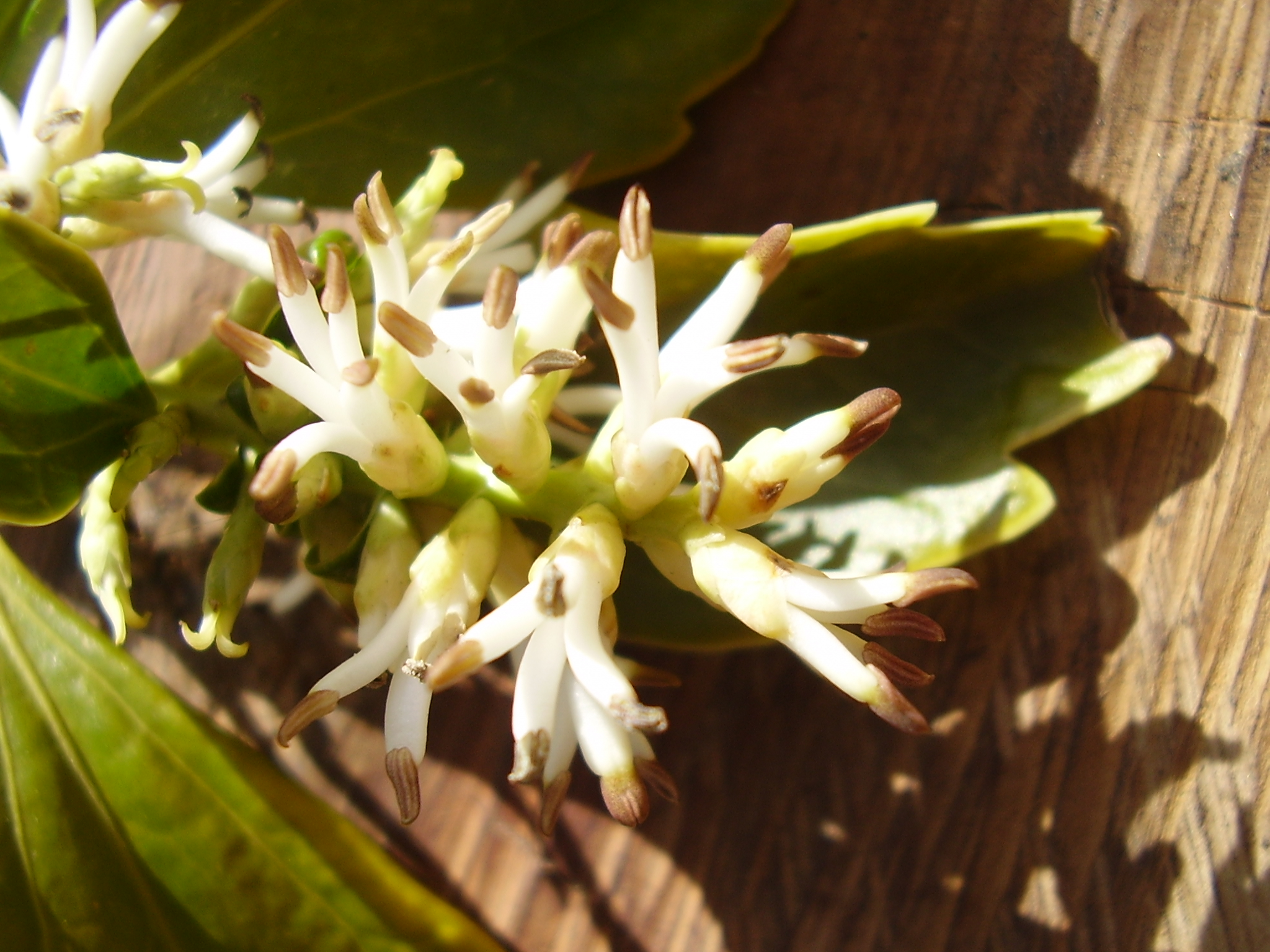
Květenství pachysandry klasnaté (Pachysandra terminalis)
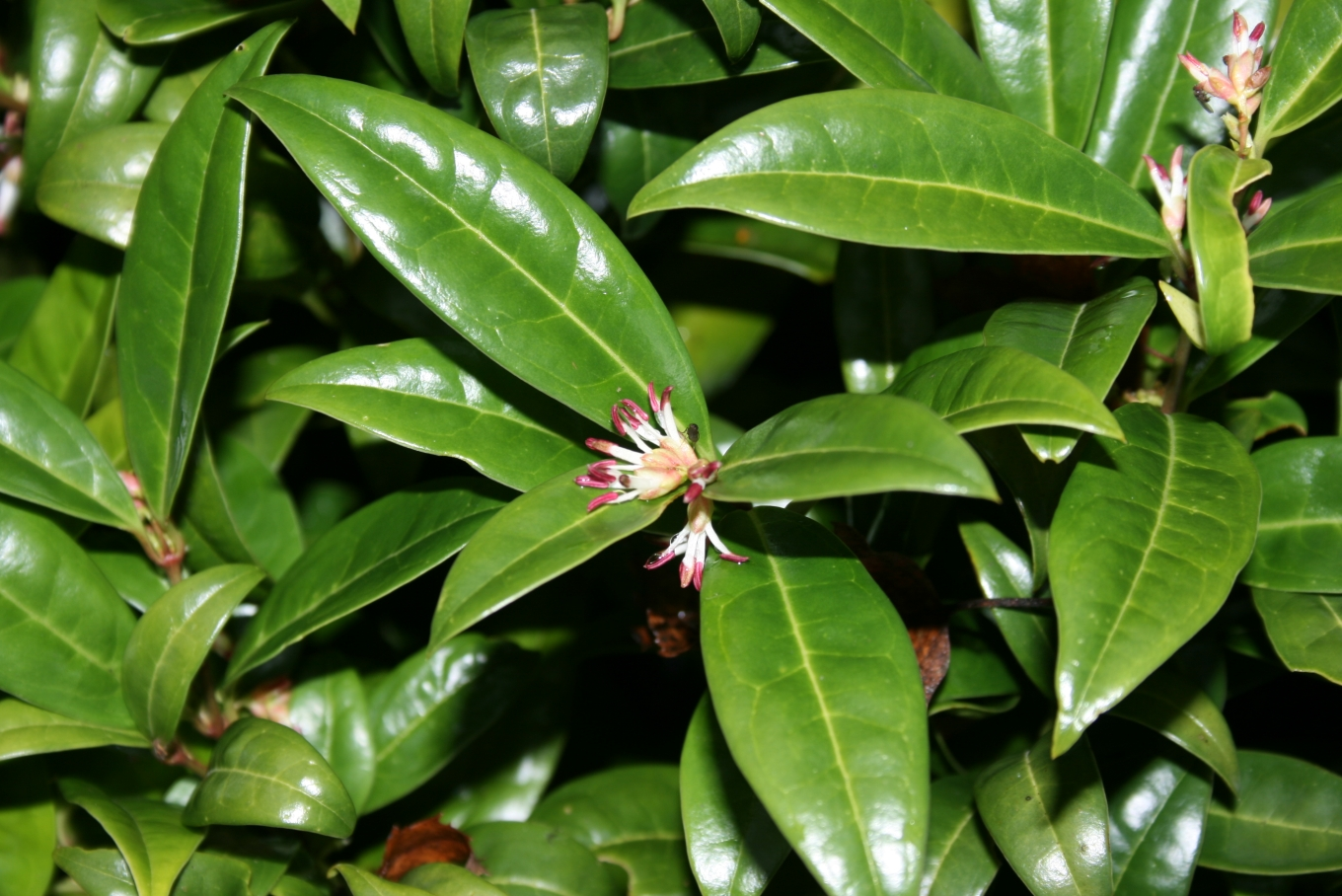
Masoplodka Sarcococca hookeriana
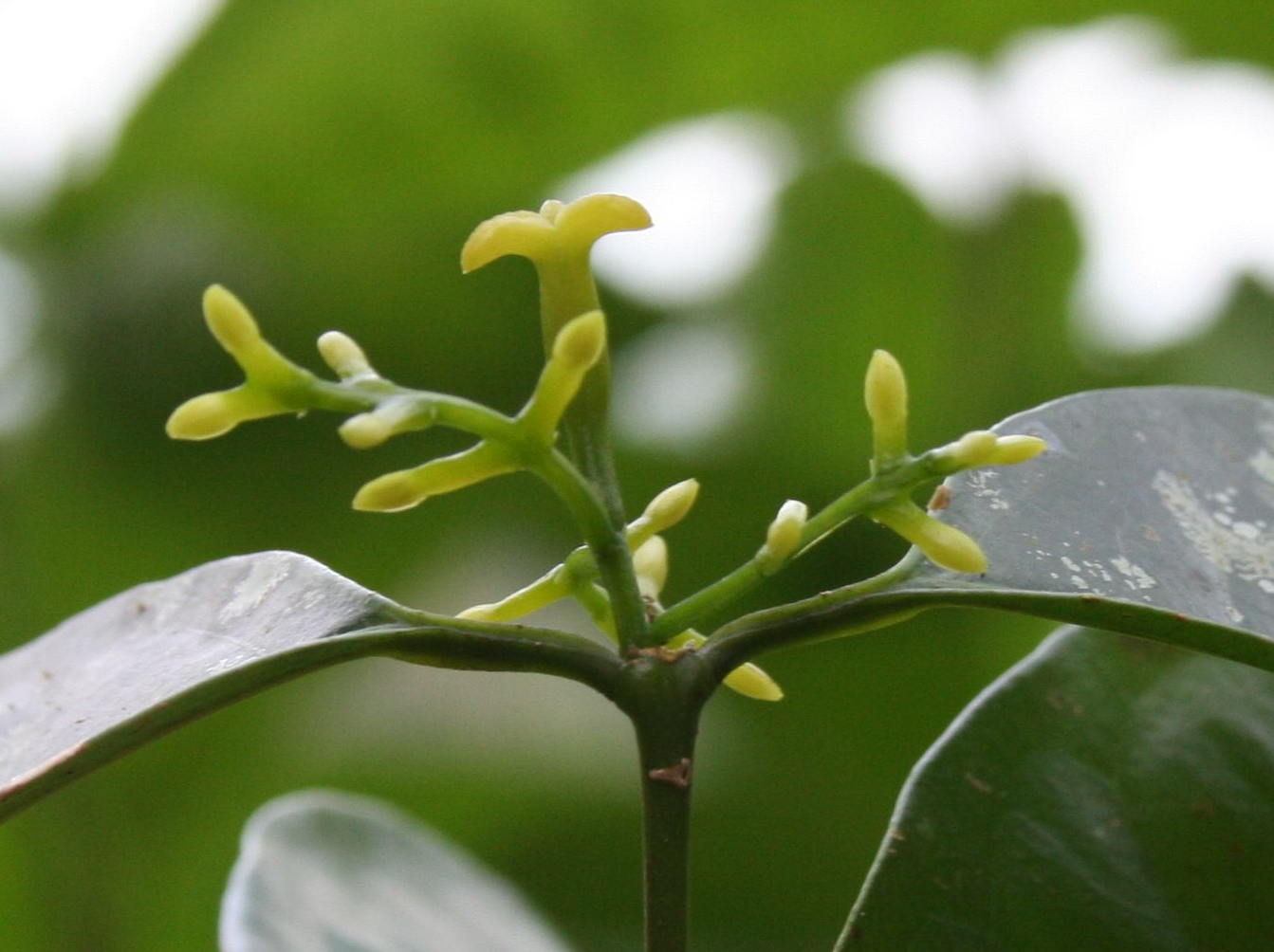
Detail květenství Haptanthus hazlettii

## Taxonomie
Řád Buxales je podle systému APG III jednou z bazálních větví vyšších dvouděložných rostlin (Eudicots) a tvoří sesterskou skupinu tzv. jádrových dvouděložných (Core Eudicots). Pozice řádu v taxonomii byla v minulosti nejednoznačná. Tachtadžjan řadil čeledi stávajícího řádu Buxales do podtřídy Hamamelididae společně např. s čeleděmi současného řádu Fagales a do jejich blízké příbuznosti řadil i čeleď Simmondsiaceae. Dahlgren je řadil do nadřádu Rosanae společně s čeleděmi řádů Rosales, Hamamelidales, Saxifragales, Droserales, Fagales aj. Cronquist řadil čeleď Buxaceae do řádu Euphorbiales v rámci podtřídy Rosidae, zatímco čeleď Didymelaceae byla v jeho systému do samostatného řádu Didymelales v podtřídě Hamamelidae.
V systému APG I byly čeledi Buxaceae i Didymelaceae ponechány nezařazené do řádu v rámci pravých dvouděložných (Eudicots). V systému APG II je čeleď Didymelaceae vřazena do čeledi Buxaceae.
V systému APG III je čeleď Buxaceae řazena spolu s monotypickou čeledí Haptanthaceae do řádu Buxales. V roce 2010 byla zveřejněna studie zahrnující i znovunalezený taxon Haptanthus hazlettii, jehož pozice v systému byla vzhledem k nedostatku materiálu dlouhodobě nejasná. Výsledkem této fylogenetické studie je, že tento taxon tvoří sesterskou větev rodu Buxus. Dá se tedy předpokládat, že v aktualizovaném vydání systému APG bude čeleď Haptanthaceae vřazena do čeledi Buxaceae.
Kladogram řádu Buxales podle studie z roku 2010:
|  | Buxus      |
|  |            |
|  | Haptanthus |
|  |            |

|  | Sarcococca                                                 |
|  |                                                            |
|  | \| \| Styloceras \| \| \| \| \| \| Pachysandra \| \| \| \| |
|  |                                                            |
|  | Styloceras                                                 |
|  |                                                            |
|  | Pachysandra                                                |
|  |                                                            |

|  | Styloceras  |
|  |             |
|  | Pachysandra |
|  |             |

|  | Buxus      |
|  |            |
|  | Haptanthus |
|  |            |

|  | Sarcococca                                                 |
|  |                                                            |
|  | \| \| Styloceras \| \| \| \| \| \| Pachysandra \| \| \| \| |
|  |                                                            |
|  | Styloceras                                                 |
|  |                                                            |
|  | Pachysandra                                                |
|  |                                                            |

|  | Styloceras  |
|  |             |
|  | Pachysandra |
|  |             |

|  | Buxus      |
|  |            |
|  | Haptanthus |
|  |            |

|  | Sarcococca                                                 |
|  |                                                            |
|  | \| \| Styloceras \| \| \| \| \| \| Pachysandra \| \| \| \| |
|  |                                                            |
|  | Styloceras                                                 |
|  |                                                            |
|  | Pachysandra                                                |
|  |                                                            |

|  | Styloceras  |
|  |             |
|  | Pachysandra |
|  |             |

|  | Buxus      |
|  |            |
|  | Haptanthus |
|  |            |

|  | Sarcococca                                                 |
|  |                                                            |
|  | \| \| Styloceras \| \| \| \| \| \| Pachysandra \| \| \| \| |
|  |                                                            |
|  | Styloceras                                                 |
|  |                                                            |
|  | Pachysandra                                                |
|  |                                                            |

|  | Styloceras  |
|  |             |
|  | Pachysandra |
|  |             |

## Přehled čeledí
- zimostrázovité (Buxaceae)